# 2014年石川県知事選挙
2014年石川県知事選挙（2014ねんいしかわけんちじせんきょ）は、2014年（平成26年）3月16日に行われた石川県知事（第18期）の選挙である。

## 概要
現職の谷本正憲の任期満了に伴う知事選挙。選挙戦では、現役知事として最多に並ぶ6選を目指す谷本と石川県議会議員の川裕一郎、前々回・前回に続く出馬となる団体役員の木村吉伸の計3氏が立候補した。

## 選挙データ

### 告示日
- 2014年（平成26年）2月27日

### 投票日
- 2014年（平成26年）3月16日
  - 当日の投票時間帯:7:00 ～ 20:00[2]
- 期日前投票:2014年（平成26年）2月28日 ～ 3月15日

### 同日選挙
- 石川県議会議員補欠選挙（3月7日 告示）[3]
  - 加賀市選挙区（当該議員の辞職による）
  - 白山市選挙区（当該議員の死去による）無投票
- 輪島市長選挙（3月9日 告示、任期満了に伴う）[3] 無投票
- 輪島市議会議員補欠選挙（3月9日 告示、当該議員の辞職による）[3] 無投票

## 立候補者
3人、届け出順。
| 立候補者                       | 年齢 | 新旧 | 党派   | 党派                                                      | 肩書き                                |
| 立候補者                       | 年齢 | 新旧 | 公認   | 推薦・支持                                                | 肩書き                                |
| ------------------------------ | ---- | ---- | ------ | --------------------------------------------------------- | ------------------------------------- |
| 木村吉伸 （きむら よしのぶ）   | 62   | 新   | 無所属 | 日本共産党 推薦                                           | 新しい県政をつくる県民の会事務局長    |
| 川裕一郎 （かわ ゆういちろう） | 42   | 新   | 無所属 |                                                           | 前石川県議会議員 前民主党県連青年局長 |
| 谷本正憲 （たにもと まさのり） | 68   | 現   | 無所属 | 自由民主党県連、公明党県本部、民主党県連 推薦 社民党 支持 | 石川県知事（5期）                     |

### 立候補者のプロフィールおよび立候補に至る経緯
- 木村吉伸 - 新しい県政をつくる県民の会事務局長

前々回2006年の知事選挙と前回2010年の知事選挙に共産党推薦で出馬し、それぞれ2位、3位の得票数となった。2013年12月16日に革新系団体が擁立を決定、共産党が推薦した。
- 川裕一郎 - 石川県議会議員

石川県議会議員として民主党系会派「県政石川」に所属していたが、前年8月に同会派が谷本の出馬表明を待たずして、この知事選挙での谷本への全面支援を約束したことに反発し同会派を離脱。その後、12月15日に川が県連青年局長を務めていた民主党県連が谷本の推薦を決めたが川は賛成せず、同党を離党をした上で自身が知事選挙に出馬する意向を表明。同25日に民主党への離党届を提出し受理され、翌日に会見を開き無所属での出馬を正式に表明した。
- 谷本正憲 - 石川県知事

1994年の知事選挙で初当選を果たして以降5選。2013年9月13日に県議会にて6選に向けて出馬を表明。その後、自民党県連、公明党県本部、民主党県連が推薦、社民党が支持を決めた。

### 候補者のウェブサイト
- 木村吉伸：新しい県政をつくる県民の会
- 川裕一郎：川裕一郎公式ウェブサイト
- 谷本正憲：谷本まさのり｜谷本正憲石川県連合後援会

### 立候補が取り沙汰された人物
- 岡田直樹 - 自民党参議院議員（当選2回、石川県選挙区）

自民党独自候補として2013年11月11日に出馬の意思があることが明らかにされた。しかし、同17日に開かれた同党県連の会合の中で総合的に判断した苦渋の選択として出馬を見送ることを表明した。（→詳細）

## 選挙運動

### 政党・団体の動向
これまでの知事選挙で谷本を推薦・支持し続けてきた公明党・民主党・社民党の与野党3党が今回も谷本の推薦・支持を決めた。この内、公明・民主両党は県組織単位での「推薦」で、社民が党本部単位での「支持」となった。
しかし、上記3党と同様にこれまで谷本を推薦・支持し続けてきた自民党県連内では、6期目を目指し出馬を表明した谷本の推薦を求める関係者がいる一方で、谷本への多選批判の声が根強く独自候補擁立を求める声も多くあった。その中、谷本の出馬表明から約1ヶ月が経った2013年11月11日、同党県連会長で衆議院議員の馳浩が同党参議院議員で石川県選挙区選出の岡田直樹が知事選挙に出馬する意向であると明らかにした。当の岡田は17日の会合で対応を説明する意向であると表明。1991年の知事選挙以来となる現職派と独自候補擁立派による同党分裂選挙の可能性も出始めたが、同17日の会合で岡田が出馬見送りの意向を表明したため同党県連は前回に続き谷本の推薦を決めた。同党分裂選挙は回避され、最終的には現職に与野党4党が相乗りする形となった。これに加え、連合石川も谷本を推薦した。
共産党は前々回・前回に続いて新しい県政をつくる県民の会事務局長の木村を擁立し推薦した。

### 選挙のタイムライン
- 2013年8月8日 - 県議会第2会派で民主党系の「県政石川」が現職の谷本に出馬要請を行う。この時点で谷本は立候補の意向は示さず。一方、同会派所属の川はこれに反発し同会派を離脱。一人会派を結成する。[6]
- 2013年9月13日 - 谷本が6選を目指し出馬することを表明。[8]
- 2013年11月11日 - 自民党県連会長の馳浩が同党参議院議員の岡田直樹が知事選挙に出馬する意向であると表明。[12]
- 2013年11月17日 - 岡田が自民党県連の会合で出馬を見送ることを表明。これにより、対応を協議した同党県連は谷本の推薦を決定。[9]
- 2013年11月26日 - 公明党県本部が谷本の推薦を決定。[10]
- 2013年12月15日 - 民主党県連が谷本の推薦を決定。同党県連青年局長を務める川はこれに賛成せず、離党をした上で出馬する意向を表明。[7]
- 2013年12月16日 - 木村が出馬会見。共産党推薦での立候補を発表。[5]
- 2013年12月26日 - 前日に民主党を離党した川が出馬会見。無所属での立候補を発表。[7]
- 2014年1月7日 - 連合石川が谷本の推薦を決定。[11]
- 2014年1月28日 - 社民党県連合が谷本の支持を決定。[11]
- 2014年2月27日 - 告示。[1]
- 2014年3月16日 - 投開票。

### 主な争点
（出典）
- 5期20年にわたる谷本県政への評価と多選の是非

立候補者の内、川は所属していた民主党の6選を目指す谷本への対応に反発し立候補直前に離党して出馬し（→詳細）、公約に知事の任期を原則3期12年までとする多選自粛を掲げるなど谷本の多選を強く批判する。木村も多選を強く批判する。
- 北陸電力による志賀原発再稼働問題

立候補者の内、木村が原発の即時廃炉を、川は原発の既存設備を生かした自然エネルギー（転原発）の推進を掲げそれぞれ再稼働には否定的な立場を取る。谷本は再稼働に肯定的な意見を示した。
- 北陸新幹線金沢駅開業に伴う地域・観光振興策

## 選挙結果

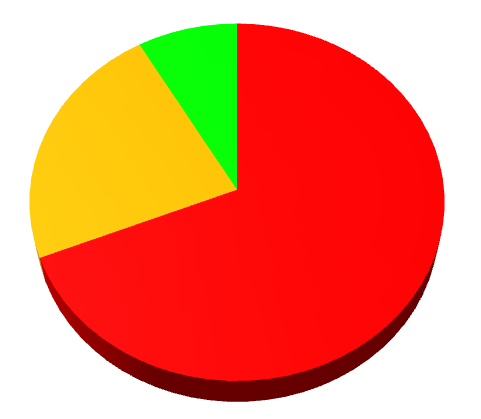
各候補の得票率
谷本正憲
川裕一郎
木村吉伸

投票率は44.98%で、前回の48.13%を下回った（前回比 -3.15%）。当日の有権者数は93万3967人で、投票総数は42万135票となった。
現職の谷本は、これまで行ってきた北陸新幹線建設事業などの交通基盤整備を始めとした5期20年の実績をアピールするとともに、2015年に迫った北陸新幹線金沢延線後の県全域での観光振興へ向けた取り組みを前面に掲げて選挙戦を闘った。また、自民党・民主党・公明党の県組織の推薦と社民党からの支持を受けた他、連合石川などの各団体や県内全ての市町村長からの支援も受けるなど組織力で他候補を圧倒。現職の知事では茨城県知事の橋本昌と並んで全国最多となる6選を果たした。
石川県議会議員を辞職して出馬した川は、谷本の利権政治を強く批判し、同県に立地する北陸電力志賀原子力発電所の再稼働反対などエネルギー政策の転換や県財政の健全化、情報公開全国ワースト１からの脱却などを訴えた。しかし、金沢市以外では知名度で現職の谷本に及ばず、全県への支持を広げられなかった。
3度目の知事選挑戦で共産党の推薦を受ける木村は、谷本の多選の批判や脱原発、社会保障対策、中小企業支援への取り組みなどを訴え、前回出馬時よりも票を伸ばしたが、及ばなかった。
争点とされた北陸電力志賀原子力発電所の再稼働問題について、川と木村は明確に「再稼働反対」を訴えたが、谷本は「安全確認が最優先」だとして論戦に踏み込まなかったため、対立軸が明確にならず大きな争点とならなかった。

### 候補者別得票数
※当日有権者数：933,967人 最終投票率：44.98%（前回比： 3.15pts）
| 候補者名 | 年齢 | 所属党派 | 新旧別 | 得票数    | 得票率 | 推薦・支持                                          |
| -------- | ---- | -------- | ------ | --------- | ------ | --------------------------------------------------- |
| 谷本正憲 | 68   | 無所属   | 現     | 285,242票 | 68.91% | 公認：自民県連・公明県本部・民主県連 支持：社民県連 |
| 川裕一郎 | 42   | 無所属   | 新     | 94,212票  | 22.76% |                                                     |
| 木村吉伸 | 62   | 無所属   | 新     | 34,464票  | 8.33%  | 推薦：共産                                          |

（出典）